# Правова доктрина
Правова доктрина — це зумовлена духовним і інтелектуальним розвитком, станом моральності та політико-правовою культурою  суспільства цілісна і гармонічна система принципів, поглядів, уявлень, ідей, концепцій і модельних норм щодо права і його розвитку, які виступають теоретичним стрижнем та концептуальною основою державотворчої, правотворчої, правозастосовної та право тлумачної діяльності.
В сучасній юридичній літературі, зокрема і тій, що присвячена аналізу джерел романо-германського права, термін «доктрина» вживеться у кількох значеннях:
- як вчення або філософсько-правова теорія;
- як думки вчених юристів з тих чи інших питань, які стосуються сутності і змісту різних юридичних актів, з питань правотворчості і правозастосування;
- як наукові роботи найавторитетніших дослідників у галузі держави і права;
- як коментарі різних кодексів або окремих законів.

Юридична енциклопедія наводить таке визначення правової доктрини: «правова доктрина — це сукупність наук, знань про певне правове явище». За умови, що правова доктрина охоплює широкий спектр принципово важливих методологічних питань, вона може започаткувати розвиток відповідної теорії права, але здебільшого вона являє його складовий елемент.
У контексті правознавства правову доктрину слід розуміти як вчення про право та ідеї, що підтримуються й відстоюються корпорацією юристів . Таким чином, більшість учених розуміє доктрину як систему принципів, уявлень, поглядів на природу, суспільство і людину.

## Основні погляди
Залежно від визначення ученими змісту поняття «правова доктрина», ролі і місця цього складного, поліаспектного феномену в правому житті суспільства наукові дослідження умовно можна розділити на дві групи:
1. Одні автори (А. О. Васильєв, М. М. Вопленко, В. В. Дєрвоєд, О. О. Зозуля, С. А. Карапетян, М. В. Кармаліта, Т. М. Пряхіна, Р. В. Пузиков, В. В. Сорокін та ін.) розглядають доктрину як джерело (форму)права або як чинник, що здійснює фактичний вплив на правотворчу й правозастосовну практику. Цей підхід виражає «прикладний», регулятивний потенціал правової доктрини, яка в цьому розумінні не лише статично відображає стан правової діяльності, але й активно впливає на всі ключові елементи правової системи: вироблені юридичною наукою поняття, юридичні конструкції, теоретичні положення й інші наукові правові абстракції, що є результатом пізнавальної діяльності та відбивають в узагальненому вигляді сутність сторони і закономірні зв'язки правової реальності, у тій чи іншій формі активно використовуються в різних галузях юридичної діяльності.
2. Інші науковці (С. С. Алексєєв, П. П. Баранов, Н. Л. Гранат, С. В. Батуріна) розглядають доктрину як категорію значно вищого порядку. В їх розумінні вона є комплексною, інтегруючою, що виступає в ролі своєрідної моделі, політико-правової діяльності, правового регулювання, яка відображає потреби суспільства, його духовно-моральні підвалини, культуру, традиції, право — і державотворення.

Використання цього терміна знайшло відображення також в українському нормативно-правовому полі. Частина 1 ст. 8 Закону «Про міжнародне приватне право» вимагає при застосуванні права іноземної держави встановлювати зміст «згідно з офіційним тлумаченням, практикою застосування і доктриною у відповідній іноземній державі». Це єдине положення у законодавстві України, яке передбачає врахування при тлумаченні нормативно-правових актів доктрин.

## Ознаки правової доктрини
- Правова доктрина тісно пов'язана з юридичною наукою, що виступає для неї у ролі своєрідного життєдайного джерела, основи, витоку. Таким чином, правова доктрина має похідний щодо правової науки характер. Доктрина, доктринальні положення створюються, як правило у результаті проведення фундаментальних наукових досліджень. Ці дослідження пов'язані з «формуванням й вдосконаленням понятійного апарату, глибоким та всебічним аналізом сутності явищ та процесів, з'ясуванням закономірностей розвитку юридичної практики.» Остання як різновид соціально-історичної практики є «одним з важливих критеріїв істинності, цінності й ефективності наукових досліджень»
- Лише та частина наукових положень набуває ознак доктринальності, яка отримує загальне визнання юридичної спільноти, що є підставою для легітимації доктрини в суспільній свідомості, можливого офіційного визнання державою (наприклад шляхом включення того чи іншого доктринального положення в текст закону), сприйняття її юридичною практикою. У зв'язку із цим доцільно навести слова М.М Коркунова, який вважав, що «коли серед юристів з приводу того чи іншого питання сформувався усталений погляд, то він безперечно впливає на юридичну практику, яка враховує його в силу наукового авторитету юриспруденції, доки не буде спростований відповідний погляд communis opinion doctorum». М. Є. Мочульська у зв'язку з цим слушно зауважує, що «доктриною стають лише ті наукові твердження, які мають особливу наукову цінність та є загальновизнаними у наукових колах».
- На підставі аналізу чинного законодавства і практики його реалізації доктрина формує відповідну систему знань, ідей, суджень про право й правову систему в цілому. Йдеться про констатацію нею певного рівня правового розвитку країни. Розглядаючи правову доктрину під цим кутом зору, І. О. Краснова і Є. В. Вавілін визначають правову доктрину як внутрішньо взаємопов'язану, історично зумовлену сукупність думок, поглядів, суджень, наукових і практичних інтерпретацій, що стосуються змісту законів, підзаконних актів, адміністративних та судових рішень.
- Доктрина здатна не лише статично відображати правову дійсність, але й активно впливати на всі ключові елементи правової системи .З одного боку, доктрина виконує роль ідеальної основи, теоретичного стрижня правотворчості, а з другого — аналізуючи зміст чинних юридичних приписів, практику їх реалізації, пропонує конкретні шляхи вирішення проблемних питань, що виникають у процесі застосування норм права.
- Взаємозв'язок з юридичною практикою є ще однією визначальною рисою правової доктрини. Правова доктрина, фундаментальні правові дослідження, що є її змістовним джерелом, у своїй основі зорієнтовані на майбутню реалізацію відповідних наукових висновків, належним чином сформульованих ідей, положень у державно-правовій практиці. Науковці підкреслюють, що основу правової доктрини становлять обґрунтовані висококваліфікованими ученими-юристами соціально-значущі юридичні розробки саме теоретико-прикладного характеру, які мають універсальний характер.
- Правова доктрина набуває значення форми права лише за певних умов. Доктринальні положення стають загальнообов'язковими нормами права, а сама правова доктрина набуває ознак формального джерела права лише у разі її санкціонування.

## Структура
- теоретико-концептуальна основа доктрини, утворена із засадних ідей і принципів (для континентального права вона має логіко-теоретичний, раціоналістичний характер, а для релігійної правової сім'ї — догматичний));

- центральний компонент — «тіло» доктрини, виражений у понятійно-категоріальному апараті, в якому відображені результати пізнання закономірностей виникнення, розвитку та функціонування права;

- оціночно-прогностичний компонент, що є результатом критичного аналізу практики державо — і право творення та містить програмні положення рекомендаційного характеру.

## Порівняльний аналіз правової доктрини в різних правових системах
Правова доктрина є джерелом права в різних правових сім'ях сучасного періоду.
Континентальна сім'я
Континентальна система була сформована під впливом відомих наукових шкіл (глосаторів, постглосаторів та гуманістів).
Континентальне право розвивалось починаючи з запозичення римського права, тлумачення кодексу (зводу законів) Юстиніана та закінчуючи включенням загальних норм в національні кодекси. Особливістю романо-германського права є його виразна доктринальність та концептуальність.
Великою повагою серед юристів романо-германського права отримало використання доктринального тлумачення законів, яке являє тлумачення цілей правових норм, а також правових актів що здійснюється через науковий аналіз права. Головною ознакою доктринального тлумачення законів виступає не формальна обов'язковість, а переконливість і висока кваліфікація осіб, що здійснюють тлумачення такого роду. Вищими судовими інстанціями досить часто використовується доктрина, коли формуються загальні підходи до застосування правових норм. Під час судового розгляду, судді континентального права можуть звертатися до думок вчених та інших авторитетних юристів.
Особливого значення вони набувають тоді, коли право, що регулює ті чи інші суспільні відносини, перебуває в процесі становлення, і є невизначеним, відсутні ті чи інші норми права або інститути, які є необхідними.  Особливо чітко вплив правової доктрини виявляється, коли  перед судами в ході розгляду справи постає «важка» справа (наприклад, справами щодо відносин, які або регулюються за допомогою суперечливих норм, або не регулюються ніякими нормами взагалі). Судді континентальних систем для подолання прогалин у праві обов'язково звертаються до доктрини. Доктрина допомагає визначати загальні принципи і засади права, що є придатними для тлумачення
Правова  доктрина у англо-саксонській сім'ї
В англосаксонській правовій системі, юридичні норми створюються самими суддями під час вирішення спірних питань стосовного певного конкретного випадку. Отже, в  англійська правова доктрина  розвивалась шляхом накопичення досвіду судових рішень. Історичне коріння лежить не в писаних законах, а саме в прецедентах.
В англо-американському  праві  не всі  доктрини  безпосередньо виступають  як  джерело права.
Не в кожній з них містяться норми  права  чи положення нормативного  характеру.
Деякі  з них, наприклад, доктрина верховенства  парламенту  в повсякденному  житті проявляється  лише  у вигляді  загального принципу, як показник варіанту поведінки законодавчих та виконавчо-розпорядчих органів.  Набуття правовою  доктриною  в Англії  значення  джерела права залежить  від  визнання їх  авторитету  в суспільстві.
Сучасні наукові посібники утворюють групу літературних доктринальних джерел. Вони не несуть в собі обов'язкові правові норми, але на ці роботи часто посилаються, а автори цих робіт користуються великою повагою. До наукових збірників звертаються юристи (судді, адвокати) задля збільшення переконливості своїх рішень, або обґрунтування власної точки зору, а не з метою використання їх як первинних джерел.
З кінця XIX — початку XX ст. великого значення в правових системах цих країн як джерело права набувають систематизовані доктрини, що склалися внаслідок клопіткої практичної і академічної діяльності правознавців. Характерною ознакою всіх країн загального права є stare decisis — принцип обов'язковості дотримання прецеденту.
В Англії і Канаді є діючою доктрина верховенства парламенту, а  Сполученим Штатам Америки притаманні численні судові доктрини, наприклад «доктрина політичного питання», згідно з якою суди не можуть вирішувати ті справи, що зачіпають політичні питання. Питання такого роду можуть вирішувати лише самі політичні гілки влади (законодавчою та виконавчою). Таке самообмеження суддів підкреслює доктрина, адже вони не втручаються у політичну сферу, а також не обираються народом та не несуть відповідальність перед виборцями за свою діяльність.
Правова доктрина в сім'ї релігійного права
Найактуальнішим джерелом  права правова  доктрина  є  для  країн сім’ ї  релігійного  права.
Релігійне право будується  на  принципі авторитету, а тому висновки давніх юристів, знавців релігійних основ мають офіційне юридичне значення. Особливістю доктрини релігійних  країн  є  її  територіальне  поширення.  Доктрини поділяються на основні  (романо-германська та англо-американська) та регіональні (мусульманська), але цей поділ є досить умовним.  Мусульманська доктрина та ряд подібних до неї відноситься до регіональних доктрин.
На ранніх етапах розвитку юдейського права значну роль відігравала правова доктрина, а у процесі формування норм юдейського права — праці вчених-богословів.
З розвитком юдейського права значення доктрини як джерела права поступово зменшувалось. Вона була витіснена більш практичними тлумаченнями равінів та їх судів. На сьогодні, доктрина як джерело юдейського релігійного права існує поряд з доктринами ізраїльського світського права, а також відіграє велику правотворчу, правозастосовну та правоохоронну роль. Формально, основним джерелом права є закон, але доктрина та звичай є доповнюючими джерелами права, які застосовуються для ліквідації прогалин у праві, а також як повага до культури та релігії корінного населення, різноманітних релігійних шкіл, каст.
Мусульманське право є своєрідною релігійно-правовою доктриною, яка формувалась протягом всього часу існування ісламської релігії, а це близько тринадцяти століть.
Суддя, у мусульманському праві при вірішенні справи звертається не до Корану, який є основою цього права і основним його джерелом, а до праць юристів та учених-богословів, які містять в собі пояснення текстів священної книги, певні обов'язки, правила поведінки.
У своїй правозастосовній практиці судді використовують доктрину мусульманського права (Іджма) — авторитетну думку, якої досягли вчені-богослови однієї або всіх юридичних шкіл з питань ісламу і обов'язків мусульман.
Особливе значення доктрини для розвитку мусульманського права пояснювалось не лише прогалинами та протиріччям в Корані, але й тією обставиною, що більшість норм, які в них містились, мали божественне походження, а тому були вічними та незмінними. Саме тому вони не могли, бути відкинуті та замінені нормативно-правовими актами держави.
Можна зробити висновок, що з ІХ-Х центральна роль серед джерел мусульманського права належить доктрині.  Відступлення від самовільного розуміння права суддями означало канонізацію, тих висновків шкіл мусульманського права, що склалися середині ІХ століття. З цього моменту доктрина стає головним джерелом мусульманського права. Така думка підтримується відомими арабськими та західними дослідниками. Наприклад, Р. Давід наголошує: «Суддями мусульманського права не тлумачиться Коран, бо авторитетне тлумачення цієї книги надається докторам права, а судді посилаються тільки на їх праці.»
В добу Середньовіччя доктрина була основним, але не єдиним джерелом мусульманського права.
Слід відмітити, що правова доктрина і досі відіграє  роль формального джерела права.
Основним джерелом мусульманського права, на сучасному рівні, доктрина виступає лише в окремих країнах (Саудівська Аравія, Іран, Пакистан). Провідним джерелом чинного мусульманського права вона є там, де в регулюванні суспільних відносин беруть участь обидві норми — релігійна та правова, причому перша є джерелом другої.